# Blocco navale anglo-francese del Río de la Plata
Il blocco navale anglo-francese del Río de la Plata è stato un blocco navale durato cinque anni imposto dall'Impero britannico e dalla Francia contro la Confederazione Argentina comandata da Juan Manuel de Rosas.
Fu alzato nel 1845 per sostenere il partito Colorado nella guerra civile uruguaiana e chiudere il porto di Buenos Aires al commercio navale. La marina mercantile da alcuni anni si addentrava anglo-francese sconfinava nei fiumi dell'Argentina per vendere i suoi prodotti, mentre Rosas manteneva una politica protezionista per migliorare la debole economia argentina e per esercitare un'influenza sui paesi confinanti più piccoli. La crisi terminò tra il 1849 ed il 1850 quando Gran Bretagna e Francia siglarono due accordi separati che riconoscevano la sovranità argentina sulle acque interne del paese sudamericano.

## Antefatti

### La situazione politica nella regione platina
Sul finire degli anni trenta del XIX secolo, il governo francese era entrati in contrasto con il dittatore argentino Juan Manuel de Rosas. Quest'ultimo, governatore della provincia di Buenos Aires dal 1835 e leader indiscusso del partito Federale, grazie ad una serie di vittorie militari era riuscito ad imporsi nella guerra civile sconfiggendo i suoi acerrimi nemici, gli unitarios. Autoproclamatosi Restaurador del orden, Rosas era riuscito a farsi eleggere incaricato alle Relazioni Esterne della Confederazione dagli altri governatori delle province argentine imponendosi così come l'uomo forte del paese. Sul piano economico egli perseguì una politica protezionistica controllando tutto il commercio estero in entrata ed in uscita dal paese attraverso la dogana di Buenos Aires. Così facendo Rosas riusciva non solo a promuovere lo sviluppo dell'arretrata economia argentina ma dall'altro si assicurava de facto il controllo sulle province dell'interno e anche sui confinanti Paraguay ed Uruguay, nazioni che egli ambiva ad annettere alla Confederazione Argentina. 
Tra il 1838 e il 1840 l'Argentina, allora impegnata in una guerra contro la Confederazione Perù-Bolivia, era stata sottoposta ad un blocco navale da parte dei francesi, alleati dei peruviano-boliviani. Con abilità Rosas riuscì non solo a resistere al blocco più a lungo di quanto previsto, ma riuscì anche nell'intento di creare tensioni tra la Francia e la Gran Bretagna, che allora attraversavano un periodo di buone relazioni dipolatiche, per la libera circolazione delle merci. Così nel 1840 la Francia tolse il blocco ottenendo in cambio dalla Confederazione Argentina il riconoscimento di reciproco status di nazione più favorita.
In quegli stessi anni, grazie ai miglioramenti dell'ingegneria navale e la costruzione dei più rapidi ed agili piroscafi, i volumi di merci europee dirette verso il Río de la Plata erano aumentati sensibilmente a scapito delle deboli economie locali. Questa invasione di prodotti a basso costo aveva avuto come reazione in Argentina le politiche protezionistiche di Rosas. La velocità e la maggiore manovrabilità dei nuovi vascelli però consentivano ai commercianti europei di evitare la dogana di Buenos Aires e di commerciare direttamente con le province dell'interno come Entre Ríos, Santa Fe e Corrientes oltreché con i porti fluviali paraguaiani ed uruguaiani. 
Nel frattempo Rosas era poi sceso direttamente in campo nella guerra civile uruguaiana a fianco dei blancos di Manuel Oribe. Quest'ultimo era stato rovesciato nel 1839 da un colpo di Stato che aveva riportato al potere il suo predecessore Fructuoso Rivera, capo dei colorados e pedina dei francesi nella regione in chiave anti-rosista. cercò di fermare i commerci dichiarando i fiumi argentini chiusi alla navigazione straniera. L'iniziativa dei colorados, supportati sul campo dagli unitarios argentini esiliati, aveva però incontrato sin dalle prime fasi del conflitto notevoli difficoltà. Rivera infatti non aveva attaccato come i francesi si aspettavano e la spedizione unitaria guidata da Juan Lavalle diretta in Argentina si era rivelata un completo fallimento. Per i colorados le cose erano poi andate addirittura peggio sull'acqua, dove la loro flottiglia, comandata da John Halstead Coe, nel 1841 era stata sconfitta da quella argentina capitanata dall'ammiraglio William Brown. Avendo il predominio del mare Rosas fece ancorare le sue navi da guerra al largo di Montevideo e proclamò un blocco navale parziale. 
Nel 1842, la guerra civile uruguaiana sembrò poi giungere ad un punto di svolta. In quell'anno infatti Rivera decise di affrontare sul campo i suoi nemici, ma venne duramente sconfitto da Oribe nella battaglia di Arroyo Grande. 

### Gli interessi di Francia e Gran Bretagna nella regione
A partire dagli anni trenta la Francia aveva iniziato a puntare gli occhi sul porto di Montevideo. Le misure prese da Rosas contro il commercio francese e la posizione strategica della città, considerata una valida base per intraprendere la penetrazione della regione platina, avevano spinto il governo di Parigi a stringere solide relazioni diplomatiche con il presidente uruguaiano Rivera, fervente anti-rosista. Dopo la fine del mandato di quest'ultimo e la salita al potere del suo successore Oribe, alleato di Rosas, l'atteggiamento dei francesi verso Montevideo cambiò rapidamente. Chi più si spese per un intervento contro Rosas furono due influenti politici francesi dell'epoca: il ministro degli esteri François Guizot e il nazionalista Adolphe Thiers. Thiers sostenne la bontà delle sue opinioni con tesi principali e una accessoria: umanità, patriottismo, diritto internazionale ed espansione del commercio. Egli infatti dipingeva Rosas come un dittatore spietato, per giustificare la ragione umanitaria. E anche se Montevideo non era una colonia francese, Thiers si riferiva alla capitale uruguaiana come tale per via della numerosa comunità di baschi francesi lì emigrati. Egli sosteneva che Rosas avrebbe contravvenuto al quarto articolo del trattato Mackau-Arana (in cui la Confederazione Argentina riconosceva l'indipendenza dell'Uruguay) tentando di imporre un presidente argentino nel paese limitrofo. L'espansione del commercio non fu menzionata come ragione principale, poiché la politica protezionista rosista limitava ma non proibiva le importazioni francesi. Guizot invece non concordava con nessuna delle tesi interventiste di Thiers, tuttavia alla fine dovette accettare l'idea di un intervento militare francese in Sudamerica al fine di favorire un'alleanza con la Gran Bretagna e ridurre il crescente consenso popolare del politico nazionalista.
Prima degli anni quaranta del XIX secolo la Gran Bretagna aveva, sia in Argentina che in Uruguay, interessi commerciali di poco importanza. Tuttavia il governo britannico aveva deciso di volgere le sue mire al Río de la Plata soprattutto per mantenere i buoni rapporti con la Francia in modo da rendere possibili successive operazioni militari congiunte altrove, come la guerra dell'oppio. Gli interessi britannici in Sud America crebbero poi quando il Texas fu annesso dagli Stati Uniti d'America nel 1845. Fino ad allora infatti i texani erano stati tra i principali fornitori di cotone per le manifatture inglesi. Nel Regno Unito si giunse alla conclusione che sarebbe stato più facile, ed economico, stringere nuove relazioni commerciali con alcuni paesi cotonieri sudamericani (come il Paraguay) piuttosto che fare una guerra con gli Stati Uniti. In Gran Bretagna iniziò così una campagna propagandistica contro Rosas in modo che l'opinione pubblica sostenesse un'azione militare contro il governo di Buenos Aires. Facendo leva sulla profonda religiosità della società britannica, gli organizzatori della manovra anti-rosista ripubblicarono alcuni opuscoli uruguaiani deve era riportato che Rosas avesse aver sostituito le croci delle chiese con il suo ritratto, che perseguitasse la religione e avesse ucciso i preti; infine fu addirittura accusato che avesse ucciso sua moglie Encarnación Ezcurra e avesse avuto relazioni incestuose con sua figlia.
Per differenti ragioni gli interessi anglo-francesi andarono così a coincidere a tal punto che i diplomatici dei due paesi si opposero a che alle loro navi fosse precluso l'accesso al porto di Montevideo da parte della flotta argentina.

## Il blocco navale
La situazione precipitò dopo la vittoria dei blancos nella battaglia di India Muerta del 27 marzo 1845. Dopo questo trionfo infatti a Oribe, ormai padrone assoluto della situazione nell'intero Uruguay, non restava altro da fare che entrare a Montevideo. A luglio, l'inviato francese Deffaudis e quello inglese Ouseley, in sostegno ai colorados, prosero un accordo di pace che oltre a riconoscere la sovranità dell'Uruguay ed il ritiro delle truppe argentine dal paese revocava anche il blocco navale. Ottenuta dal governo di Buenos Aires una risposta negativa nei primi giorni dell'agosto 1845 gli anglo-francesi, senza alcuna dichiarazione di guerra, attaccarono e catturarono tre argentine obbligando l'ammiraglio Brown a ritirarsi. Allo stesso tempo, da Montevideo, Ouseley e Deffaudis dichiararono il blocco navale dei porti della Confederazione. Era una guerra senza dichiarazione. Brent, console americano a Buenos Aires, acconsentì alla presa della capitale uruguaiana salvo che fosse concessa un'amnistia ai sostenitori di Rivera, che fossero convocate le elezioni legislative e che le forze argentine schierate a sostegno dei blancos rientrassero in patria. Oribe accettò le condizioni degli statunitensi, tuttavia gli inglesi arrivarono a Montevideo, ancora tenuta dai colorados, e proibirono al generale di fare il suo ingresso in città. Gli anglo-francesi rifiutarono la mediazione di Brent e diedero un ultimatum: se l'esercito di Oribe e la marina argentina non avessero lasciato l'Uruguay entro dieci giorni, si sarebbe proceduto ad alzare un blocco navale contro il porto di Buenos Aires.
Il blocco fu dichiarato ufficialmente il 18 settembre 1845 e il porto di Maldonado fu occupato prima della fine del mese. Tra le motivazioni fornite per giustificare un simile provvedimento il governo britannico e quello francese dichiararono che Rosas non solo avesse cercato in tutti i modi il conflitto, ma avesse anche promosso azioni ostili contro gli stranieri a Buenos Aires. Fu poi denunciato che alcuni cittadini forestieri erano stati costretti ad arruolarsi nell'esercito argentino. Vennero poi poste all'attenzione dell'opinione pubblica gli abusi e le vessazioni della Mazorca, la famigerata polizia politica al servizio di Rosas. Nemmeno Oribe venne risparmiato. Il generale uruguaiano fu infatti accusato di aver massacrato i superstiti ad India Muerta. 
In risposta agli atti d'accusa, Rosas invitò i diplomatici di Stati Uniti, Portogallo, Sardegna, Bolivia e Francia per un incontro ufficiale al termine del quale fu riconosciuta l'infondatezza delle accuse sui maltrattamenti agli stranieri e dei massacri ad India Muerta.

### Le operazioni sul fiume Uruguay
La marina anglo-francese, ancorata nel porto di Montevideo, risalì il fiume Uruguay a metà agosto 1845, guidata da Lainé e Inglefield. Dopo aver annunciato il blocco di tutti i porti in mano ai blancos ed eventuali azioni ostili contro di loro, gli anglo-francesi, insieme ai volontari italiani di Giuseppe Garibaldi, si diressero verso Colonia del Sacramento. La cittadina era difesa da 300 soldati e sei piccoli cannoni del colonnello Jaime Montero. Questi furono rapidamente sopraffatti dalle 28 navi della flotta anglo-francese, e poi annientati dagli italiani che, una volta sbarcati, espugnarono e saccheggiarono la città. 
La flotta si spostò poi verso l'isola di Martín García, dove i soldati italiani e francesi sconfissero il distaccamento di 125 uomini al comando del colonnello Geronimo Costa. La bandiera argentina fu ammainata e sostituita da quella dell'Uruguay. I soldati argentini furono deportati e l'isola fu abbandonata.
L'attenzione della flotta anglo-francese si rivolse poi verso la cittadina argentina di Gualeguaychú, che il 20 settembre fu attaccata e saccheggiata dalle milizie garibaldine.
Garibaldi fu poi sconfitto a Paysandú dal colonnello Antonio Díaz, e a Concordia, difesa da Juan Antonio Lavalleja con una flottiglia improvvisata. Il corsaro italiano prese il controllo del villaggio di Salto, nell'estremo nord-ovest dell'Uruguay, e lo saccheggiò. A novembre, la marina anglo-francese aveva il controllo assoluto di tutto il corso del fiume Uruguay, da Colonia a Salto.

### Le operazioni sul fiume Paraná
Una volta munita Montevideo di difese sufficienti, Ouseley e Deffaudis salparono per il Paraná, con l'obiettivo di raggiungere Corrientes, saldamente in mano agli unitarios, e il Paraguay, isolando così la regione della Mesopotamia e portandola fuori dal controllo della Confederazione. La flotta era composta da tre piroscafi, diversi velieri pesantemente armati e 90 navi mercantili di varie nazionalità. La cancelleria argentina segnalò ai diplomatici stranieri che qualsiasi nave fosse entrata nel Paraná senza permesso sarebbe stata considerata un pirata, e quindi non avrebbe avuto protezione dal suo paese. Tuttavia, questo messaggio è arrivato in ritardo, e le 90 navi civili non ne hanno tenuto conto e hanno partecipato all'operazione.
Il 20 novembre una squadriglia di undici navi da guerra anglo-francesi che scortavano il convoglio mercantile si scontrarono contro le difese argentine alla Vuelta de Obligado. Qui il comandante, Lucio Norberto Mansilla, aveva fatto calare tre enormi catene nel fiume sostenute da ventiquattro chiatte. Dopo diverse ore di combattimento gli anglo-francesi riuscirono a sbaragliare le difese costiere argentine, a troncare le catene forzando così il varco. Nonostante gli argentini avessero riportati perdite ben maggior, complice anche un armamento vetusto e munizioni limitate, la flottiglia alleata riportò gravi danni e fu costretta ad una sosta forzata di una quarantina di giorni. Solo parte del convoglio riprese la via verso Corrientes dove furono vendute alcune partite di armi. Sulla via del ritorno Mansilla attaccò nuovamente gli anglo-francesi a il 4 giugno 1846 a Paso del Tonelero e ad Angostura del Quebracho e affondò sei navi mercantili

## Epilogo
Dopo il fallimento della spedizione nel Paraná, Ouseley scrisse al suo governo richiedendo 10 000 soldati britannici, 10 000 soldati francesi e una dichiarazione di guerra aperta per concludere il conflitto. Nel 1846 il 73º (Perthshire) Regiment of Foot salpò da Cork, e dopo una sosta a Rio de Janeiro, arrivò a Montevideo, che difese per sette mesi contro le truppe argentine assedianti. Tuttavia, all'oscuro di Ouseley, Thomas Samuel Hood stava già navigando verso Buenos Aires con le istruzioni opposte dai paesi alleati: negoziare la fine delle ostilità con Rosas a qualunque prezzo. La ripercussione della battaglia di Vuelta de Obligado aveva infatti cambiato la percezione internazionale del conflitto nel Río de la Plata. Hood premeva per una fine delle ostilità anche perché Rosas aveva sospeso il pagamento del debito estero argentino alla Gran Bretagna fino a quando Londra avesse mantenuto il blocco navale. Il protrarsi del conflitto avrebbe quindi danneggiato le finanze della banca Baring Brothers. Inoltre in Gran Bretagna era scoppiato uno scandalo poiché il Times aveva pubblicato che Ouseley si stava arricchendo personalmente con il blocco.
Hood concordò con Rosas le condizioni per la pace, ma Ouseley e Deffaudis si rifiutarono di obbedire. Deffaudis sostenne che non aver ricevuto istruzioni in merito da Parigi e Ouseley che doveva lavorare in sintonia con Deffaudis. Hood tornò così in Gran Bretagna con la proposta negoziata con Rosas. Il governo britannico era incline a lasciare il conflitto, ma era riluttante ad accettare la proposta di Hood poiché avrebbero significato una capitolazione. Gran Bretagna e Francia inviarono così due nuovi diplomatici, John Hobart Caradoc e Alexandre Florian Joseph Colonna, che avrebbero finto di essere d'accordo con le basi Hood, ma avrebbero cambiato surrettiziamente i termini. Rosas si rese conto del trucco e non accettò la loro nuova proposta. Le parti si spostarono allora in Uruguay e negoziarono un armistizio con Oribe. Il generale blanco accettò i termini britannici, Rivera invece no. Questo ruppe l'alleanza anglo-francese: il diplomatico britannico era convinto che i termini fossero ragionevoli, e decise di proseguire con la sua missione di porre fine al conflitto. Quello francese dichiarò invece che avrebbe mantenuto il blocco, anche a costo di farlo da soli.
Rosas ricevette in udienza due nuovi diplomatici, Henry Southern e Lepredour, ma rifiutò di avere un colloquio con loro prima di essere a conoscenza delle loro intenzioni. Rosas voleva che accettassero le basi di Hood e non avrebbe accettato altro. Il trattato Arana-Southern con la Gran Bretagna fu finalmente firmato il 3 marzo 1849, in stretta conformità con i termini negoziati da Hood. La Gran Bretagna avrebbe restituito le navi catturate, l'isola Martín García, avrebbe ritirato le sue truppe dall'Uruguay, accettato la sovranità argentina sulle sue acque interne, e sottoposto tutto il trattato all'approvazione di Oribe. Infine, la marina britannica avrebbe fatto un saluto di 21 cannonate alla bandiera argentina.
I negoziati con la Francia richiesero più tempo a causa del forte nazionalismo che imperversava nel paese transalpino e del radicato orgoglio nazionale.  Il parlamento si spaccò in due proposte: inviare Lepredour con una marina molto potente e stipulare un trattato favorevole ai termini francesi intimidendo Rosas, o dichiarare apertamente guerra. La prima proposta fu accettata con 338 voti su 300. Rosas si rifiutò di negoziare a meno che la marina militare non fosse ritirata dall'Uruguay e si rifiutò inoltre di riconoscere Lepredour come diplomatico. Quest'ultimo inventò una scusa per non ritirare la flotta e intavolò un negoziato che durò quasi cinque mesi. Rosas finalmente accettò il 31 agosto 1850, con un paio di piccole concessioni che non modificavano in realtà i punti importanti del trattato: l'Argentina avrebbe ritirato le truppe dall'assedio di Montevideo nello stesso momento in cui la legione straniera avrebbe evacuato Montevideo, pur mantenendone una parte durante i primi mesi di governo di Oribe per prevenire un'eventuale anarchia. Nel trattato poi l'Argentina si sarebbe riferita a Oribe come "Presidente della Repubblica", mentre la Francia lo avrebbe indicato come "Brigadiere Generale". Prima di lasciare la città, la nave francese che trasportava Lepredour avrebbe poi fatto un saluto di 21 cannonate alla bandiera dell'Argentina.